# Bitwa pod Mezyrowem
Bitwa pod Mezyrowem – nierozstrzygnięta bitwa stoczona przez oddziały tatarskie i polskie wojsko kwarciane w okolicy  Mezyrowa na Podolu 2 listopada 1612 roku.
Po kolejnej nieudanej wyprawie magnaterii polskiej na Mołdawię pod wodzą Stefana Potockiego i przegraniu przez niego bitwy pod Sasowym Rogiem, na jesieni nastąpił szereg odwetowych najazdów tatarskich na ziemie ukrainne. Orda tatarska, licząca około 3000 wojowników pod dowództwem mirzy Baterbeja, przekroczyła granice Podola nad dopływem Dniestru - rzeką Kamienicą, 29 października rozłożyła kosz nad Murachwą i rozpuściła zagony w celu nabrania jak największej ilości jasyru i łupów. Ponieważ nie zauważyli, że znaleźli się w rejonie zakwaterowania na leża zimowe polskich oddziałów liczących około 2500 ludzi, pod dowództwem 18-letniego Tomasza Zamoyskiego, zostali przez niego 2 listopada zaatakowani pod Mezyrowem. Tatarzy odparli atak, zadając Polakom duże straty (zginęło kilkudziesięciu żołnierzy), sami tracąc ponad stu. 84 Tatarów dostało się do niewoli, a połowę z nich stanowili ranni. Wieczorem nadeszły polskie posiłki liczące 1500 żołnierzy z jedną armatą, co zmusiło ordyńców do ucieczki za mołdawską granicę.